# Tarradalen
Tarradalen är en cirka 45 km lång fjälldal som sträcker sig från Kvikkjokk till sydöstra hörnet av Padjelanta. Den genomkorsas av den södra delen av Padjelantaleden. Längs leden finns ett antal övernattningsstugor som drivs i Svenska Turistföreningens regi.

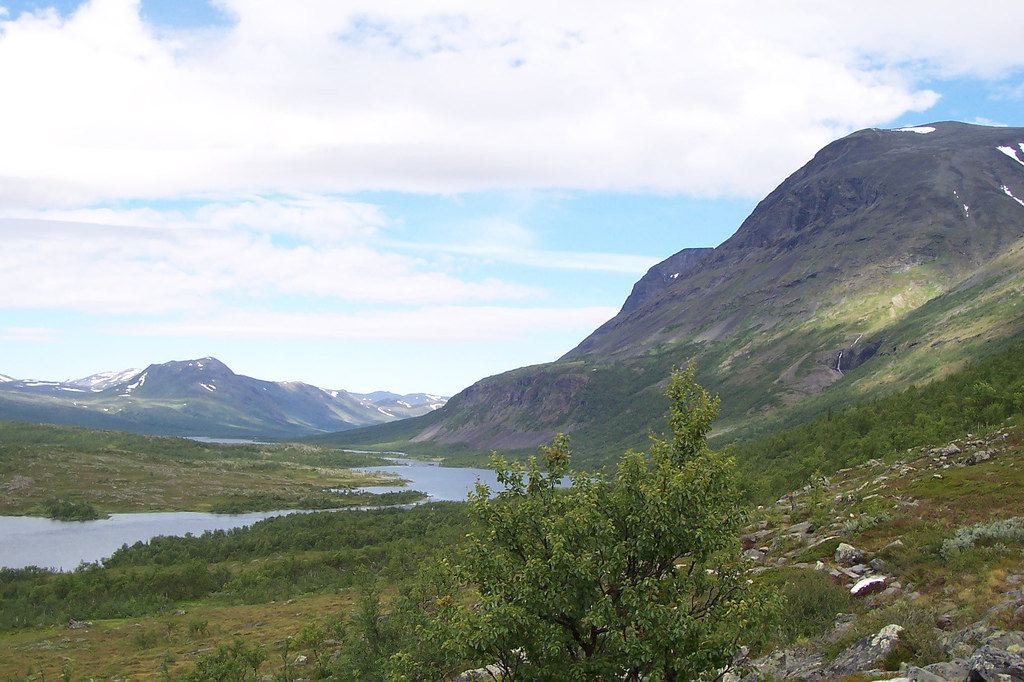
Nedre delen av Tarradalen, någon mil från Kvikkjokk